# 台視之聲
〈台視之聲〉是臺灣電視公司（台視）於1990年4月28日至2002年使用的開播影片背景音樂，由梁銘越編寫，長度50秒，是台視企業識別系統（CIS）的一環。

## 歷史
1990年4月以前的台視開播影片，以一首管弦樂的純音樂為背景音樂，曲調氣勢磅礡；但遍查當時台視官方文獻及各報紙報導，均無提到曲名。
1990年4月23日，台視表示，本月28日是台視28週年台慶，台視將於該日06:20開播時播出〈台視之聲〉作為該日第一個向觀眾道早安的聲音；這首純音樂是一首管弦樂曲，由曾經旅居美國、並曾經榮獲中山文藝獎的梁銘越精心創作，長度50秒，氣勢雄偉、充滿朝氣，是台視推行CIS的一環，代表了台視的新形象、新精神。台視表示，本月28日起，每日06:20開播時播出〈台視之聲〉作為揭開當日節目的序幕，晚間節目收播前則播〈晚安曲〉向觀眾道別。
1990年4月28日06:20，台視首播新版開播影片，讓台視大樓及其內部硬體設備（主控室、攝影棚等的硬體設備）入鏡，以〈台視之聲〉為背景音樂，沿用前台視導播陳振中的旁白「臺灣電視公司，現在開始今天晨間的各項電視節目」，最後定格畫面為台視中央大樓正面遠景疊印台視第三代商標與隸書體「台視與您共創未來」八字；同日08:20，台視大樓升旗典禮升起印有台視第三代商標的台視公司旗與台視文化公司旗，背景音樂同樣是〈台視之聲〉。
〈台視之聲〉有多種長短不一的版本，多被運用在新聞節目中。1990年代到2000年代初期，台視大多數新聞時段開場都會播放不同版本做為開場配樂；時至今日，《台視晚間新聞》仍然以〈台視之聲〉開頭一部份作為開場音樂。另外，《台視影集》開場動畫以〈台視之聲〉結尾旋律為背景音樂，並搭配陳振中的旁白「台視影集，有口皆碑」。1990年至1997年間，國際視聽傳播公司代理老三台節目錄影帶開頭版權宣告影片，曾以〈台視之聲〉為背景音樂，但最後定格畫面為國際視聽傳播公司商標之下分列老三台商標。
2002年，台視為慶祝40周年台慶而推出第二代吉祥物「Lucky 4」並更新開播影片，不再以〈台視之聲〉為背景音樂。

## 外部連結
- 1991年的台視開播影片，其背景音樂即為台視之聲